# Lauberhornrennen 1931
Die 2. Lauberhornrennen fanden vor dem  2. Februar 1931 in Wengen (Bern) statt.

## Medaillenspiegel

### Land
| Platz | Nation                 |   |   |   |    |
| ----- | ---------------------- | - | - | - | -- |
| 1     | Schweiz                | 4 | 3 | 2 | 11 |
| 2     | Vereinigtes Königreich | 0 | 1 | 1 | 2  |
| Total | Total                  | 4 | 4 | 3 | 11 |

### Sportler
| Platz | Nation                 | Sportler/in      |   |   |   |   |
| ----- | ---------------------- | ---------------- | - | - | - | - |
| 1     | Schweiz                | Fritz Steuri     | 2 | 0 | 0 | 2 |
| 2     | Schweiz                | Hans Schlunegger | 1 | 0 | 0 | 1 |
| 3     | Schweiz                | Willy Steuri     | 0 | 1 | 2 | 2 |
| 4     | Vereinigtes Königreich | Richard Waghorn  | 0 | 1 | 1 | 2 |
| 5     | Schweiz                | Ernst von Allmen | 0 | 1 | 0 | 1 |
| Total | Total                  | Total            | 3 | 3 | 3 | 9 |

## Ergebnisse

### Abfahrt
| Platz | Nation                 | Sportler         | Zeit (min) |
| ----- | ---------------------- | ---------------- | ---------- |
| 01    | Schweiz                | Fritz Steuri     | 6:25,5     |
| 02    | Vereinigtes Königreich | Richard Waghorn  | 6:31,0     |
| 03    | Schweiz                | Willy Steuri     | 6:32,0     |
| 04    | Schweiz                | Fritz Steuri     | 6:54,8     |
|       |                        |                  |            |
| DSQ   | Schweiz                | Hans Schlunegger | 5:47,0     |

Titelverteidiger:  Christian Rubi

### Slalom
| Platz | Nation  | Sportler         | Zeit (sec) |
| ----- | ------- | ---------------- | ---------- |
| 01    | Schweiz | Hans Schlunegger | 96,2       |
| 02    | Schweiz | Ernst von Allmen | 96,8       |
| 03    | Schweiz | Willy Steuri     | 98,4       |

Titelverteidiger:  Ernst Gertsch &  Bill Bracken

### Kombination
| Platz | Nation                 | Sportler        | Punkte |
| ----- | ---------------------- | --------------- | ------ |
| 01    | Schweiz                | Fritz Steuri    | 98,10  |
| 02    | Schweiz                | Willy Steuri    | 98,02  |
| 03    | Vereinigtes Königreich | Richard Waghorn | 95,97  |

Titelverteidiger:  Bill Bracken

### Interklub
| Platz | Nation  | Klub                           |
| ----- | ------- | ------------------------------ |
| 01    | Schweiz | Skiclub Scheidegg              |
| 02    | Schweiz | Downhill Only Ski Club, Wengen |

Titelverteidiger:  SC Wengen